# Astragalus callainus
Astragalus callainus är en ärtväxtart som beskrevs av Dieter Podlech. Astragalus callainus ingår i släktet vedlar, och familjen ärtväxter. Inga underarter finns listade i Catalogue of Life.